# 上村佑
上村 佑（うえむら ゆう（本名：小林 研（こばやし けん））、1956年 - ）は、日本の小説家。

## 来歴
東京都出身。東京都在住。國學院大學文学部中退。コピーライター、ゲーム制作、キャリアコンサルタントとして活躍。
第2回日本ラブストーリー大賞において初作品、初応募作の『守護天使』で大賞を受賞し、作家デビュー。2009年に佐藤祐市監督により映画化、2010年にDVD化された。
詩人・鮎川信夫（本名・上村隆一）は実の伯父にあたる。鮎川は、死去するまで当時の上村の住居を自身への手紙の届け先に指定していた。その死の当日にも上村の家を訪れており、上村の娘とスーパーマリオブラザーズに興じていたが、その最中に鮎川が脳出血を発症、結果的にその最期を妻子と共に見届けることになった。2015年現在は、鮎川の全著作物の版権を受け継いでいる。

## 作品
- 2007年

『守護天使』単行本 宝島社 2007年3月 ISBN 978-4796657198
- 2008年

『守護天使』文庫 宝島社 2008年10月 ISBN 978-4796664974
- 2009年

『セイギのチカラ』単行本 宝島社 2009年6月 ISBN 978-4796667050
『パパはロクデナシ』単行本 宝島社 2009年12月 ISBN 978-4796673990
- 2010年

『セイギのチカラ』文庫 宝島社 2010年12月 ISBN 978-4796680516
- 2011年

『虐待児童お助け人 Dr.パンダが行く』文庫 2011年2月 宝島社 ISBN 978-4796680455
『守護天使 みんなのキズナ』文庫 宝島社 2011年8月 ISBN 978-4796682299
- 2012年

『セイギのチカラ Psychic Guardian』文庫 2012年4月 宝島社 ISBN 978-4796687881
『僕だけのヒーロー(旧題:パパと僕の9つの約束)』文庫 宝島社 2012年7月 ISBN 978-4796699044
『セイギのチカラ～アングラサイトに潜入せよ! 』文庫 2012年11月 宝島社 ISBN 978-4800201041
『5分で読める! ひと駅ストーリー 降車編 -人生を賭けた想い 僕は知っている』文庫 2012年12月 宝島社 ISBN 978-4800200860
- 2013年

『5分で読める! ひと駅ストーリー 夏の記憶 西口編 -啼く蝉　幸せな人生を振り返る、男の固い決意とは・・・？』文庫 宝島社 2013年7月 ISBN 978-4800210449
『空飛ぶペンギン』文庫 宝島社 2013年10月 ISBN 978-4800216342
『5分で読める! ひと駅ストーリー 冬の記憶 東口編 -最後の一本』 文庫 宝島社 2013年12月 ISBN 978-4800218209